# Tylosis
Tylosis is een kevergeslacht uit de familie van de boktorren (Cerambycidae). De wetenschappelijke naam van het geslacht werd voor het eerst geldig gepubliceerd in 1850 door LeConte.

## Soorten
Tylosis omvat de volgende soorten:
- Tylosis dimidiata Bates, 1892
- Tylosis hilaris Linsley, 1957
- Tylosis jimenezi Dugès, 1879
- Tylosis maculatus LeConte, 1850
- Tylosis nigricollis Chemsak & Hovore, 2010
- Tylosis oculatus LeConte, 1850
- Tylosis puncticollis Bates, 1885
- Tylosis suturalis White, 1853
- Tylosis triangularis Monné & Martins, 1981